# Fábrica de Chocolates la Azteca
La Fábrica de Chocolates La Azteca S.A. de C.V. fue una empresa alimenticia mexicana, productora de golosinas y en especial de chocolates, que elaboró las populares marcas de chocolates Carlos V y el chocolate de mesa Abuelita.
Fue fundada en 1919 por los hermanos Francisco y Raymundo González junto con Salvador Valencia originarios de Cotija de la Paz, en Orizaba, Veracruz, y en 1930 se trasladó a la Ciudad de México,de igual manera, se instaló una fábrica en Cotija de la Paz. En 1970 pasó a formar parte del grupo Quaker Oats Company, convirtiéndose en su distribuidor en el país. Llegó a ser la empresa líder en ventas de chocolate en México al punto que en 1988 adquirió a la empresa Larín, la entonces segunda chocolatera más grande del país.
La actriz de cine y televisión Sara García era la imagen de la marca del chocolate de mesa Abuelita, por lo que debido a su popularidad la cara de la actriz quedó plasmada en el envase del producto.
La empresa fue adquirida en 1995 por Nestlé, con una cantidad de $160 millones de dólares de por medio, a la Fábrica de Chocolates La Azteca, como resultado del mejor posicionamiento en el mercado de esta última ante la apertura comercial mexicana derivada del Tratado de Libre Comercio, por lo que todas las marcas propiedad de la Azteca (con excepción de Avena 3 minutos que se mantuvo en manos de Quaker), pasaron a manos de Nestlé y muchas de ellas continúan produciéndose.
La fábrica estaba ubicada en Calle Ferrocarril de Cintura #105 Col. Morelos, Alcaldía Venustiano Carranza, junto a la estación del metro Morelos. El edificio que albergaba la fábrica ahora es una unidad de condominios, pero la fachada permanece intacta.

## Marcas

### Chocolates y Dulces
- Abuelita (Nestlé)
- Almon-Ris (Nestlé)
- Botecitos (descontinuado)
- Carlos V (Nestlé)
- Carlos V Cajetoso (Nestlé)
- Carlos V Cacahuatoso (descontinuado)
- Carlos V Chicloso (descontinuado)
- Carlos V Esponjoso (descontinuado)
- Carlos V Galletoso (descontinuado)
- Freskas (Nestlé)
- Galletas Dominó (descontinuado)
- Krish-Krash (descotinuado)
- Lacitos (descontinuado)
- Larín (Nestlé)
- Morelia Presidencial (Nestlé)
- Express (descontinuado)
- Presidente (descontinuado)
- Paletas de anís (descontinuado)
- Tin Larín (Nestlé)
- Turcos (descontinuado)
- Escudo de Orizaba
- Yo-Yo (descontinuado)

### Polvos sabor a chocolate
- Carlos V (Nestlé)
- Express (descontinuado)
- Morelia Presidencial (Nestlé)

### Otros
- Avena 3 Minutos (Quaker, ahora Gamesa-Quaker)